# Acte semi-authentique
En droit québécois, l'acte semi-authentique équivaut globalement à un acte authentique émanant d'une autorité étrangère. Le Code civil prévoit deux définitions : l'acte qui émane d'un officier public étranger compétent  et la procuration sous seing privé établie hors du Québec lorsqu'elle est certifiée par un officier public compétent qui a vérifié l'identité et la signature du donneur d'ordre .
À l'égard de tous, comme l'acte authentique, l'acte semi-authentique fait preuve de sa passation et de son contenu .
Cependant, la contestation de la passation des actes semi-authentiques est plus facile que dans le cas des actes authentiques. En effet, dès que l'acte semi-authentique est contesté (par affidavit), la partie qui l'invoque doit faire la preuve de son authenticité (). Quant à la contestation du contenu de l'acte, elle se fait par tout moyen, sous réserve des restrictions générales quant à la contradiction des actes instrumentaires ().